# Claudio Provenzano

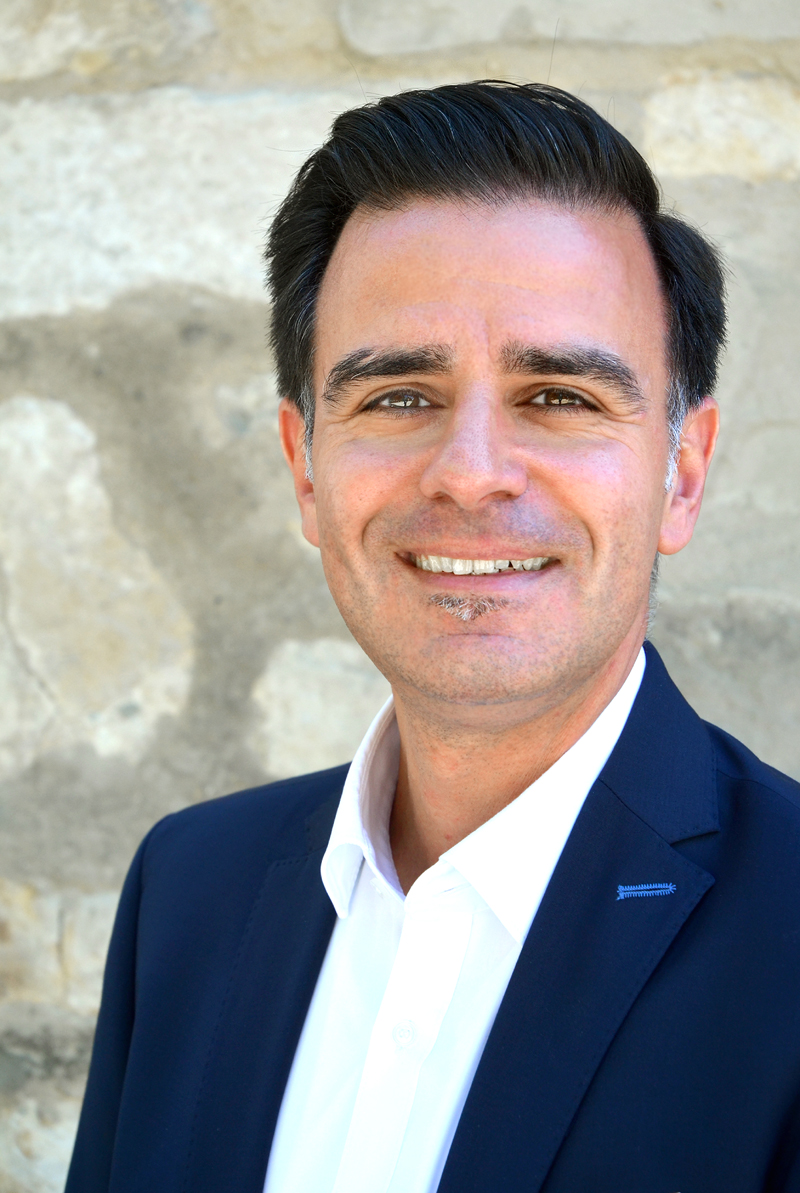
Garbsens Bürgermeister Claudio Provenzano im August 2022

Claudio Provenzano (* 3. Juli 1979 in Hannover) ist ein deutscher Politiker der SPD und Bürgermeister der Stadt Garbsen.

## Kommunalpolitik
Am 26. September 2021 setzte sich Provenzano mit 55,83 Prozent der Stimmen als neuer Bürgermeister von Garbsen gegen den Kandidaten der CDU Björn Tegtmeier in einer Stichwahl durch. Das Amt übernahm Provenzano am 1. November 2021 und löste damit den bisherigen Bürgermeister Christian Grahl (CDU) ab, der nicht wieder angetreten war. Den Vorsitz der SPD Berenbostel/Stelingen, den Provenzano seit 2018 innehatte, gab er zum Amtsantritt als Bürgermeister an Oliver Begau ab.